# Tirreno-Adriático 2006
La 41.ª edición de la Tirreno-Adriático se disputó entre el 8 y el 14 de marzo de 2006. La carrera empezó en Tivoli y finalizó en San Benedetto del Tronto, después de recorrer 1108,5 km en 7 etapas.
El ganador final fue Thomas Dekker. Le acompañaron en el podio Jörg Jaksche y Alessandro Ballan, respectivamente.
En las clasificaciones secundarias se impusieron Alessandro Petacchi (puntos), José Joaquín Rojas (montaña) y Discovery Channel (equipos).

## Etapas
| Etapa     | Fecha     | Recorrido                              | type                    | Distancia (km) | Ganador              | Líder         |
| --------- | --------- | -------------------------------------- | ----------------------- | -------------- | -------------------- | ------------- |
| 1.ª etapa | 8 de mar  | Tívoli – Tívoli                        | etapa escarpada         | 167            | Paolo Bettini        | Paolo Bettini |
| 2.ª etapa | 9 de mar  | Tívoli – Frascati                      | etapa escarpada         | 171            | Paolo Bettini        | Paolo Bettini |
| 3.ª etapa | 10 de mar | Avezzano – Paglieta                    | etapa escarpada         | 183            | Óscar Freire         | Óscar Freire  |
| 4.ª etapa | 11 de mar | Paglieta – Civitanova Marche           | etapa llana             | 219            | Thor Hushovd         | Óscar Freire  |
| 5.ª etapa | 12 de mar | Servigliano – Servigliano              | contrarreloj individual | 20             | Fabian Cancellara    | Thomas Dekker |
| 6.ª etapa | 13 de mar | San Benedetto del Tronto – San Giacomo | etapa de media montaña  | 164            | Leonardo Bertagnolli | Thomas Dekker |
| 7.ª etapa | 14 de mar | Campli – San Benedetto del Tronto      | etapa llana             | 166            | Alessandro Petacchi  | Thomas Dekker |

## Clasificaciones finales
- Las clasificaciones finalizaron de la siguiente forma:

### Clasificación general
| \| Clasificación general \| Clasificación general \| Clasificación general \| Clasificación general \| Clasificación general \| \| Ciclista \| Ciclista \| Equipo \| Tiempo \| \| \| --------------------- \| --------------------- \| ------------------------------- \| --------------------- \| --------------------- \| \| 1.º \| Thomas Dekker \| Rabobank \| 27 h 50 min 04 s \| \| \| 2.º \| Jörg Jaksche \| Liberty Seguros-Würth \| + 14 s \| \| \| 3.º \| Alessandro Ballan \| Lampre-Fondital \| + 20 s \| \| \| 4.º \| Paolo Savoldelli \| Discovery Channel \| + 40 s \| \| \| 5.º \| Michael Boogerd \| Rabobank \| DES \| \| \| 6.º \| Leonardo Bertagnolli \| Cofidis-Le Crédit par Téléphone \| DES \| \| \| 7.º \| Ivan Basso \| CSC \| + 54 s \| \| \| 8.º \| George Hincapie \| Discovery Channel \| DES \| \| \| 9.º \| Karsten Kroon \| CSC \| + 58 s \| \| \| 10.º \| Tom Danielson \| Discovery Channel \| DES \| \| |                      |                                 |                  |
| |                      |                                 |                  |
| |                      |                                 |                  |
| Clasificación general |                      |                                 |                  |
| Ciclista | Ciclista             | Equipo                          | Tiempo           |
| 1.º | Thomas Dekker        | Rabobank                        | 27 h 50 min 04 s |
| 2.º | Jörg Jaksche         | Liberty Seguros-Würth           | + 14 s           |
| 3.º | Alessandro Ballan    | Lampre-Fondital                 | + 20 s           |
| 4.º | Paolo Savoldelli     | Discovery Channel               | + 40 s           |
| 5.º | Michael Boogerd      | Rabobank                        | DES              |
| 6.º | Leonardo Bertagnolli | Cofidis-Le Crédit par Téléphone | DES              |
| 7.º | Ivan Basso           | CSC                             | + 54 s           |
| 8.º | George Hincapie      | Discovery Channel               | DES              |
| 9.º | Karsten Kroon        | CSC                             | + 58 s           |
| 10.º | Tom Danielson        | Discovery Channel               | DES              |

### Clasificación de los puntos
| Clasificación por puntos | Clasificación por puntos | Clasificación por puntos | Clasificación por puntos | Clasificación por puntos |
| Ciclista                 | Ciclista                 | Equipo                   | Puntos                   |                          |
| ------------------------ | ------------------------ | ------------------------ | ------------------------ | ------------------------ |
| 1.º                      | Alessandro Petacchi      | Team Milram              | 37 pts                   |                          |
| 2.º                      | Thor Hushovd             | Crédit Agricole          | 34 pts                   |                          |
| 3.º                      | Mijailo Jalilov          | LPR                      | 28 pts                   |                          |
| 4.º                      | Erik Zabel               | Team Milram              | 26 pts                   |                          |
| 5.º                      | Óscar Freire             | Rabobank                 | 25 pts                   |                          |
| 6.º                      | Alessandro Ballan        | Lampre-Fondital          | 25 pts                   |                          |
| 7.º                      | Riccardo Riccò           | Saunier Duval-Prodir     | 18 pts                   |                          |
| 8.º                      | Fabian Cancellara        | CSC                      | 17 pts                   |                          |
| 9.º                      | Rinaldo Nocentini        | Acqua & Sapone           | 17 pts                   |                          |
| 10.º                     | Igor Astarloa            | Barloworld               | 16 pts                   |                          |

### Clasificación de la montaña
| Clasificación de la montaña | Clasificación de la montaña | Clasificación de la montaña    | Clasificación de la montaña | Clasificación de la montaña |
| Ciclista                    | Ciclista                    | Equipo                         | Puntos                      |                             |
| --------------------------- | --------------------------- | ------------------------------ | --------------------------- | --------------------------- |
| 1.º                         | José Joaquín Rojas          | Liberty Seguros-Würth          | 11 pts                      |                             |
| 2.º                         | Daniele Contrini            | LPR                            | 11 pts                      |                             |
| 3.º                         | Matteo Priamo               | Ceramica Panaria-Navigare      | 8 pts                       |                             |
| 4.º                         | José Ignacio Gutiérrez      | Phonak Hearing Systems         | 7 pts                       |                             |
| 5.º                         | Alessandro Ballan           | Lampre-Fondital                | 5 pts                       |                             |
| 6.º                         | Vladímir Yefimkin           | Caisse d'Épargne-Illes Balears | 5 pts                       |                             |
| 7.º                         | Fortunato Baliani           | Ceramica Panaria-Navigare      | 5 pts                       |                             |
| 8.º                         | Joseba Albizu               | Euskaltel-Euskadi              | 5 pts                       |                             |
| 9.º                         | Giampaolo Cheula            | Barloworld                     | 5 pts                       |                             |
| 10.º                        | Ivan Basso                  | CSC                            | 3 pts                       |                             |

### Clasificación por equipos
| Clasificación por equipos | Clasificación por equipos | Clasificación por equipos | Clasificación por equipos |
| Equipo                    | Equipo                    | Tiempo                    |                           |
| ------------------------- | ------------------------- | ------------------------- | ------------------------- |
| 1.º                       | Discovery Channel         | 82 h 38 min 09 s          |                           |
| 2.º                       | CSC                       | + 17 s                    |                           |
| 3.º                       | Liberty Seguros-Würth     | + 2 min 40 s              |                           |
| 4.º                       | Gerolsteiner              | + 2 min 58 s              |                           |
| 5.º                       | Phonak Hearing Systems    | + 3 min 34 s              |                           |
| 6.º                       | Saunier Duval-Prodir      | + 4 min 51 s              |                           |
| 7.º                       | Rabobank                  | + 4 min 53 s              |                           |
| 8.º                       | T-Mobile                  | + 4 min 56 s              |                           |
| 9.º                       | Barloworld                | + 6 min 10 s              |                           |
| 10.º                      | Euskaltel-Euskadi         | + 6 min 53 s              |                           |